# Дедулешти (Браила)
Дедулешти (рум. Dedulești) насеље је у Румунији у округу Браила у општини Мирча Вода. Oпштина се налази на надморској висини од 39 m.

## Становништво
Према подацима из 2002. године у насељу је живело 1033 становника, од којих су сви румунске националности.